# Florence Augusta Merriam Bailey
Florence Augusta Merriam Bailey (Locust Grove, New York, 1863. augusztus 8. – Washington, 1948. szeptember 22.) amerikai ornitológusnő és természetírónő.

## Élete és munkássága
Merriam Bailey a New York állambeli Locust Grove-ban született, családjának harmadik gyermekeként. A nagyobb fiútestvére, Clinton Hart Merriam híres természettudós és néprajzkutató. A természet iránti szeretetét egyaránt támogatta a bátya és az édesapja is. Édesapját, Clinton Levi Merriamot, aki egyébként New York állam képviselője volt, érdekelte a természettudomány és rendszeresen levelezett John Muirral, a skót természettudóssal. Az öreg Merriam és Muir 1871 nyarán találkoztak a Yosemite Nemzeti Parkban (1871-ben még nem volt nemzeti parkká nyilvánítva).
Bailey magániskolába járt az Utica nevű városban. 1882-1886 között a Smith kollégiumba járt, ahol a tanulmányok befejeztével nem kapott tudományos fokozatot. Tiszteletbeli tudományos fokozatot csak 1921-ben kapott. A Stanford Egyetemre is járt.
Kezdte tanulmányozni a madarak viselkedését. Abban az időben a madarak tanulmányozása a tojások begyűjtéséből és a lenyúzott madarak bőrének vizsgálatából állt. 1885-ben madárvédelmi írásokat adott ki. Abban az időben divat volt hordani díszként a madarak tollait. Bailey kitűzte céljául a madarak életének bemutatását a nagyközönség előtt. Végül az Amerikai Egyesült Államok Kongresszusa megszavazta azt a törvényt, amely szerint törvénytelen a madarakat egyik államból a másikba szállítani. Ez volt az első jelentős lépés a madarak védelmében, amely meggátolta a madarak, főleg a tengeri madarak, mint például a gödényfélék és vöcsökfélék ipari mértékű mészárlását. Később pedig a további természetvédő törvények, a divat változása és a megfelelő környezetvédelmi oktatás teljesen leállította a madarak mészárlását a kalapok és ruhák díszítése céljából.
Úttörői munkásságához hozzátartozik a madarakat ismertető útikalauzok bevezetése. Az első ilyen kalauzt 26 évesen írta meg. E könyv tartalma először egy sorozatként szerepelt az „Audubon Magazine” című lapban. Csak később lett könyvbe foglalva. 1899. december 18-án férjhez ment Vernon Orlando Bailey természettudóshoz, aki Clinton Hart Merriammal együtt az úgynevezett United States Bureau of Biological Survey-nek dolgozott. A természettudós házaspár rengeteget utazott együtt, és számos fiatalt rávett arra, hogy tanuljon a természettudományról. Amikor nem voltak felfedezőutakon, akkor Washingtonban laktak.
1885-ben Florence Augusta Merriam Bailey volt az első társnője az Amerikai Madarászok Egyesületének (American Ornithologists' Union), 1929-ben az első női tagja ugyanennek az egyesületnek és 1931-ben az első nő, aki megkapja a Brewster Medal kitüntetést a „Birds of New Mexico” című könyvéért. Alapító tagja volt a National Audubon Society-nek, óráin a diákok elmélyülhettek a madártanban. Utolsó legnagyobb műve az „Among the Birds in the Grand Canyon National Park” című kalauz volt, amelyet 1939-ben a National Park Service nyomtattatott ki. 1908-ban a tiszteletére a Gambel-cinege egyik alfaját nevezték el róla, Parus gambeli baileyae névvel (manapság Poecile gambeli baileyae (Grinnell, 1908) e madár neve).
1948. szeptember 22-én Florence Augusta Merriam Bailey Washingtonban halt meg.

## Írásai
- Birds Through An Opera Glass, 1889, Riverside Library for Young People, pub. Houghton, Mifflin & Co, New York & Boston
- My Summer In A Mormon Village, 1894, pub. Houghton, Mifflin & Co, New York & Boston
- A-Birding on a Bronco, 1896, pub. Houghton, Mifflin & Co, New York & Boston
- How Birds Affect the Farm and Garden, 1895, pub. Forest and Stream Publishing
- Birds of Village and Field, c. 1898, pub. Houghton, Mifflin & Co, New York & Boston
- Handbook of Birds of The Western United States (with Wells Cooke|Wells Woodbridge Cooke), 1902, pub. Houghton, Mifflin & Co, New York & Boston
- Birds of New Mexico, 1928, pub. New Mexico Department of game and fish in cooperation with the State game protective association and the Bureau of biological survey
- Among the Birds in the Grand Canyon Country, 1939, pub. United States Government Printing Office

## Fordítás
- Ez a szócikk részben vagy egészben  a   Florence Augusta Merriam Bailey című angol Wikipédia-szócikk ezen változatának fordításán alapul.  Az eredeti cikk szerkesztőit annak laptörténete sorolja fel. Ez a jelzés csupán a megfogalmazás eredetét és a szerzői jogokat jelzi, nem szolgál a cikkben szereplő információk forrásmegjelöléseként.

## További irodalom
- Kofalk, Harriet, No Woman Tenderfoot: Florence Merriam Bailey, Pioneer Naturalist, 1989, Texas A&M University Press ISBN 0-89096-378-9